# 王季思
王季思（1906年—1996年），名王起，字季思，以字行，浙江永嘉梧埏上田村（今溫州市甌海區）人，中国戲曲學者，中山大學中文系文學教授。

## 生平

### 早年生涯
王季思為永嘉望族王澈之後。自幼飽讀經書，熱愛觀賞戲曲、小說，小學未畢業即考入浙江省立第十中學。1925年，他考入国立東南大學文學系，受業於曲學大師吳梅門下，從事戲曲學習和研究並深受賞識；吳梅在王季思的一次作業後批道：“自萬里、雨亭、維釗去後，復得斯才，我心喜極！”

### 教職生涯
大學畢業後，他先後執教於浙江省立第十中學、江蘇省立松江女子中學。八·一三戰爭爆發後，他回鄉投入抗日工作。後來，他先後在貴州和杭州浙江大學任教。其後，他長期執教於廣州中山大學直至去世。

### 批林批孔運動
王季思在批林批孔運動中被视为“反动学术权威”，並因此遭到迫害。

## 家庭
其子王則柯同樣任教於中山大學。

## 著作
《西廂五劇注》、《集評校注西廂記》、《桃花扇注》、《中國十大古典悲劇集》、《中國十大古典喜劇集》、《元雜劇選》、《元散曲選》、《中國戲曲選》、《全元曲選》、《王輪軒戲曲新論》、《王季思學術論著自選集》等。